# جيمس رو (لاعب كرة قدم أمريكية)
جيمس رو (بالإنجليزية: James Roe)‏ هو لاعب كرة قدم أمريكية أمريكي، ولد في 23 أغسطس 1973 في ريتشموند في الولايات المتحدة.

## وصلات خارجية
- جيمس رو على موقع مرجع كرة القدم المحترفة.كوم (الإنجليزية)
- جيمس رو على موقع JustSportsStats.com (الإنجليزية)